# 草間秀三郎
草間 秀三郎（くさま ひでさぶろう、1937年1月9日 - ）は、日本の国際関係学者、愛知県立大学名誉教授。

## 略歴
茨城県生まれ。1959年青山学院大学文学部英米文学科卒業。1963年までノースカロライナ大学大学院政治学研究科国際関係学で学ぶ。1990年「ウィルソンの国際社会政策構想 多角的国際協力の礎石」で名城大学法学博士。1966年愛知県立大学助手となり、講師、助教授、教授を経て、2002年定年退官、名誉教授となり、愛知学院大学教授を務めた。2007年退職。

## 著書
- 『ウッドロー・ウィルソンの研究 とくに国際連盟構想の発展を中心として』風間書房 1974
- 『ウィルソンの国際社会政策構想 多角的国際協力の礎石』名古屋大学出版会 1990
- 『B29墜落 米兵を救った日本人』論創社 1999
- 『日米相互イメージの変遷 B29墜落機をめぐって』南窓社 2008
- 『ああ、博愛丸 赤十字病院船の最期』日本図書刊行会 2013

### 共編
- 『21世紀国際関係論』藤本博共編 南窓社 2000

### 翻訳
- ジョン・リード『反乱するメキシコ』野田隆・野村達朗共訳 小川出版 1970、筑摩叢書 1982
- アーサー・S.リンク『ウッドロー・ウィルソン伝』南窓社 1980
- アンドリュー・M.スコット『相互依存のダイナミックス』南窓社 1985

## 論文
- <草間秀三郎